# 무역의존도
무역의존도(貿易依存度)는 외국 무역이 국민경제에 공헌하는 정도는 국민소득, 국민총생산과 무역액과의 비율로 나타낸다. 이것을 무역의존도 혹은 둘로 나누어 수입의존도 및 수출의존도라고 한다. 무역 의존도가 커지면 그 나라의 경제는 외국의 영향을 강하게 받게 된다.

## 개요
한 나라의 경제가 무역에 어느 정도 의존하고 있는가를 표시하는 지표이다. 일반적으로 국민소득 또는 국민총생산에 대한 수출입 총액의 비율로 계산한다. 또 수출의존도와 수입의존도를 각각 따로 계산하기도 한다. 무역의존도는 경제의 발전과 더불어 상승하는 경향이 있기 때문에 경제발전의 지표로 사용된다. 그러나 무역의존도가 크다는 것은 무역이 외국의 경기변동 등 경제사정에 따라 좌우될 수 있으므로 국민경제가 그만큼 불안정하다는 것을 의미한다.